# Микофф, Маре
Маре Микофф (эст. Mare Mikoff; 1941, Таллин, Эстонская ССР) — эстонский скульптор, преподаватель Эстонской академии искусств.
Является одним из наиболее выдающихся скульпторов современной Эстонии.

## Биография
В 1964—1965 годах изучала историю в Тартуском университете, 1962—1971 училась в Эстонской академии художеств.
Начала свою творческую деятельность в 1970-х годах, в начале карьеры создавала работы под влиянием гиперреализма и поп-арта.

## Известные работы

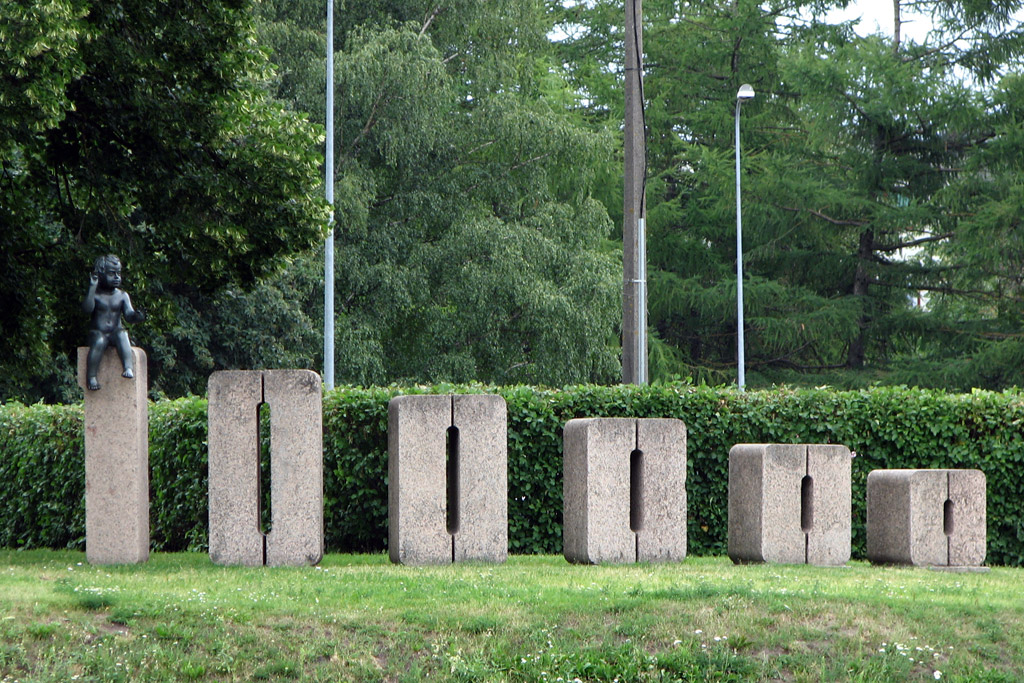
«Стотысячный житель Тарту»

Известна широкой публике благодаря установленным в городском пространстве скульптурам:
- статуя «Сумерки» (2005) перед торговым центром Виру в Таллине[3],
- скульптурная группа «Крестьянки» (1974/1978) перед входом в Тартуский художественный музей,
- на берегу реки Эмайыги стоит работа «Стотысячный житель Тарту» (1977).[4]
- статуя Карла Меннинга перед театром «Ванемуйне» в Тарту[5]
- скульптурная композиция «Мальчики под зонтом» (1985) в фонтане парка Канути рядом с таллинским Центром русской культуры. В 1991 году она была внесена в Государственный регистр памятников культуры Эстонии[6]. В качестве материалов для изготовления композиции были использованы гранит и бронза. Скульптура была создана в 1985 году и до 1996 года служила украшением для бассейна, располагавшегося в то время на парковке перед главным входом пляжа Пирита. В парке Канути она была установлена в 2008 году. Торжественное открытие фонтана прошло 15 мая в рамках ежегодного праздника «Дни Таллина».